# YLN Foreign
YLN Foreign(본명: 이정운, 2003년 4월 11일 ~ )은 대한민국의 래퍼다. 2019년 싱글 [거미줄]로 데뷔했다.

## 방송
- 쇼미더머니 777 (2018) - 2차 예선 탈락
- 쇼미더머니 9 (2020) - 영상 심사 탈락
- 고등래퍼 4 (2021) - Top10(10위)
- 쇼미더머니 10 (2021) - 영상 심사 탈락
- 드랍더비트 (2022) - 4위
- 쇼미더머니 11 (2022) - Top32